# Valpuri Kyni
Valpuri Kyni, död efter 1653, var en finländsk klok gumma som åtalades för häxeri.
Hon kom från en familj känd för att vara verksamma som naturläkare. Hon var bosatt i Tyrvis och verksam som klok gumma och sålde magiska konster, där hon bland annat beskyddade boskap från att angripas av rovdjur med hjälp av trollramsor. Hon blev 1635 den enda person i Finland att utsättas för vattenprovet, vilket skedde i Aura å i Åbo. Hon dömdes till att piskas och förvisas för trolldom. 1649 dömdes hon till döden för trolldom, men straffet omvandlades till att få öronen avskurna. Hon levde sedan 1649-1652 hos en annan naturläkare, Markku Kouvo, som blev hennes lärling. 1653 nämns att några personer hade gett Valpuri mat.
Hon ska enligt uppgift till slut ha bränts på bål i Tavastehus, men det är obekräftat om det stämmer och i så fall när det skedde.
Är 2009 blev hon föremål för en opera.